# Horace Gaul

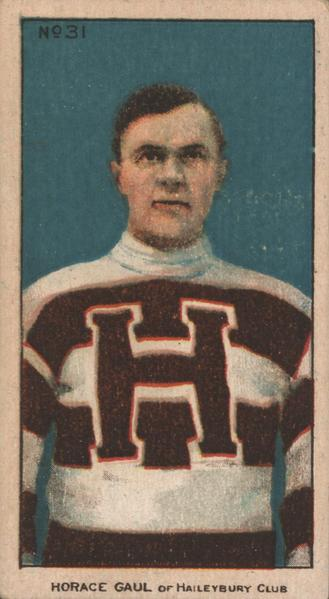
Horace Gaul med Haileybury Hockey Club.

Horace Joseph Gaul, född 21 december 1883 i Gaspé, Quebec, död 9 juli 1939 i Vancouver, var en kanadensisk professionell ishockeyspelare och lacrossespelare.

## Karriär
Horace Gaul föddes i Gaspé, Quebec, men flyttade med familjen till Ottawa då han var i 7-årsåldern. Det var i Ottawa Gauls intresse för sport tog fart och han började spela lacrosse och ishockey. Gaul inledde ishockeykarriären med Ottawa Emmetts i Ottawa City Hockey League innan han anslöt till Ottawa Senators i Federal Amateur Hockey League säsongen 1904–05. I januari och mars 1905 var Gaul medlem av det Ottawa-lag som försvarade Stanley Cup-pokalen mot utmanarlagen från Dawson City och Rat Portage.
Säsongen 1906–07 blev Gaul professionell då han skrev på för Pittsburgh Professionals i International Professional Hockey League. 1906 reste han även till England och spelade med Ottawa Capitals mästarlag i lacrosse. Då IPHL lades ner efter säsongen 1906–07 flyttade Gaul tillbaka till Kanada och spelade för bland annat Renfrew Hockey Club i Upper Ottawa Valley Hockey League. NHA-säsongen 1910 spelade Gaul för Haileybury Hockey Club och gjorde 20 mål på 12 matcher. Säsongen 1910–11 var Gaul tillbaka med Ottawa Senators och en del av spelartruppen som vann Stanley Cup 1911.
Efter sin andra sejour med Ottawa Senators spelade Gaul för Berlin Dutchmen i Ontario Professional Hockey League samt med Nova Scotia-baserade New Glasgow Cubs i Maritime Professional Hockey League. Sin sista säsong som aktiv ishockeyspelare, 1912–13, tillbringade Gaul med Toronto Tecumsehs i NHA.
Gaul deltog i boerkriget i Sydafrika samt även under Första världskriget i Neuve-Chapelle, Frankrike, där han skadades så allvarligt att han fick tillbringa åtta månader på sjukhus.
Horace Gaul avled i Vancouver 9 juli 1939.